# 吳珉錫
吳珉錫（韓語：오민석，1980年4月22日—），韓國男演員，常被誤譯為吳民錫或吳閔碩。

## 簡歷
2006年通過電視劇《我也要去》出道，2007年以晨間日日劇《愛恨一線間》獲得SBS演技大賞新人獎，並在演出《尋找兒子三萬里》時改用藝名韓基柱（한기주）。2010年於《別巡檢3》中擔任男主角，2011年演出晨間日日劇《甜蜜的心跳》時更改藝名為珉錫，不過後來又將名字改回本名吳珉錫。2014年因出演《未生》中的姜海俊而使他人气升温。姓名曾被譯為「吳閔碩」，後來他在網上寫出正確的漢字寫法。

## 演出作品

### 電視劇
- 2006年：SBS《我也要去》飾演 光修
- 2006年：SBS《愛恨一線間》飾演 朴勝彪
- 2007年：SBS《尋找兒子三萬里》飾演 姜成浩
- 2010年：MBC Dramanet（朝鲜语：MBC 드라마넷）《別巡檢3（朝鲜语：별순검 3）》飾演 車健宇
- 2011年：OCN《特殊案件專案組TEN》飾演 金善宇（第4集客串）
- 2011年：KBS《甜蜜的心跳》飾演 鄭道亨
- 2012年：MBC《I do I do》飾演 Jack韓
- 2012年：MBC《第一千個男人》飾演 吳閔碩（客串）
- 2012年：MBC《蠢才松糕》飾演 吳泰秀
- 2013年：tvN《Nine：九回時間旅行》飾演 江書俊
- 2013年：MBC《Medical Top Team》飾演 洪室長
- 2014年：SBS《神的禮物－14天》飾演 尹在翰
- 2014年：OCN《能看見鬼的警察處容》飾演 姜漢太
- 2014年：KBS《朝鮮槍手》飾演 閔泳翊
- 2014年：tvN《未生》飾演 姜海俊
- 2015年：MBC《Kill Me Heal Me》飾演 車基俊
- 2015年：KBS《拜託了，媽媽》飾演 李亨奎
- 2016年：KBS《女人的秘密》飾演 劉康宇
- 2017年：MBC《王在相愛》飾演 宋仁
- 2018年：KBS2《推理的女王2》飾演 桂組長
- 2019年：KBS2《愛情是Beautiful，人生是Wonderful》飾演 都振佑
- 2020年：KBS2《Drama Special－工作的喜悅和悲傷》飾演 戴維斯／朴大植
- 2020年：KBS2《出軌的話就死定了》飾演 馬東均
- 2022年：TVING《豬玀之王》飾演 姜敏 外科副教授
- 2022年：KBS2《現在很美麗》飾演 李允在
- 2022年：KBS2《依法相愛吧》飾演 白建滿
- 2024年：JTBC《绝佳的解决士》饰演 盧律成

### 電影
- 2006年：《熱血男兒（朝鲜语：열혈남아 (2006년 영화)）》飾演 花甲宴伴奏
- 2007年：《一片丹心踏兩船》飾演 民成
- 2009年：《你好我的愛（朝鲜语：헬로우 마이 러브）》飾演 劉元在
- 2011年：《第七礦區》飾演 尹賢宇
- 2011年：《難為情》飾演 喜歡姜智友的男子
- 2012年：《她的呼喚（朝鲜语：그녀가 부른다）》飾演 慶浩
- 2013年：《一次都沒做過的女人（朝鲜语：한번도 안해본 여자）》飾演 姜基泰
- 2014年：《戀愛的滋味》（特別出演）
- 2015年：《路殺》飾演 民哲
- 2016年：《特別搜查：死刑犯的信（朝鲜语：특별수사: 사형수의 편지）》飾演 車校尉
- 2019年：《真兇（朝鲜语：진범 (영화)）》飾演 金俊成

### MV
- 2007年：鄭在旭《就這樣吧》
- 2015年：The Nuts（朝鲜语：더 넛츠）《無法忘記（잊지도 못하게）》
- 2015年：Verbal Jint（朝鲜语：버벌 진트） (Feat. 太妍 of 少女時代)《如果世界是完美的（세상이 완벽했다면）》

### 音樂劇
- 2008年：《雨中情》

## 綜藝節目
- 2015年：tvN《現場脫口秀 Taxi》
- 2015年－2016年：MBC《我們結婚了》（與強藝元）
- 2015年：KBS《Happy Together 3》
- 2016年：KBS《奇怪的休假》（與全錫浩）
- 2017年：tvN《大腦性感的時代－問題的男人》
- 2017年：MBC《神秘音樂秀：蒙面歌王》 20170806 Ep123
- 2020-21年：SBS《我家的熊孩子》

## 音樂作品
- 2015年12月5日：單曲《오예 (Oh Yeah)》（與強藝元）

## 獲獎
- 2007年：SBS演技大賞－新星賞《愛恨一線間》
- 2015年：第四屆大田電視劇節－時尚明星獎《Kill Me Heal Me》
- 2015年：MBC演藝大賞－娛樂部門 人氣賞《我們結婚了》
- 2016年：KBS演技大賞－日日劇部門 男子優秀演技賞《女人的秘密》
- 2019年：KBS演技大賞－長篇電視劇部門 男子優秀演技賞《愛情是Beautiful，人生是Wonderful》
- 2020年：SBS演藝大賞－新人獎《我家的熊孩子》

## 外部連結
- NAVER（页面存档备份，存于）
- Daum Cafe（页面存档备份，存于）
- 吳珉錫的X（前Twitter）
- 吳珉錫的Instagram帳戶
- 吳珉錫的Cyworld專頁